# Надежда Кадишева
Надежда Кадишева (на руски: Кадышева, Надежда Никитична) е руска народна и поп-певица от ерзянски произход.
Най-известна като вокалистка на ансамбъла „Золотое колцо“ (Золотое кольцо – Златен пръстен). Народна артистка на Русия и Мордовия, заслужила артистка на Татарстан. Певицата е почетен гражданин на град Бугулма.

## Биография
Родена е през 1959 г. в село Горки в Лениногорски район, Татарстан. Учи в училище-интернат в град Бугулма. Първите си певчески изяви прави в училищен конкурс, където изпълнява песента „Орленок“.
На 14 години остава сирак и заминава при сестра си в Подмосковието. Там Надежда работи като тъкачка, за да се прехранва. На 18-годишна възраст прави първия си опит да постъпи в музикалния институт „Иполитов-Иванов“, но не е приета. След подготвителни курсове при педагога Николай Тарасенко е приета в института. В студенческите си години е част от квартета „Россияночка“, където изпълнява народна музика.
През 1983 г. се жени за Александър Костюк, с когото през 1988 г. създават ансамбъла „Золотое кольцо“. Формацията смесва фолклорната музика на Русия, Украйна и Беларус със съвременна поп музика. Първият албум „Калинка“ излиза в Германия през 1990 г., а през 1991 г. Русский диск издава едноименния албум „Золотое кольцо“. През 1993 г. ансамбълът издава и албум в Япония, където придобива особена популярност.
През 1995 г. е издаден албумът „Виновата ли я...“, който се превръща във визитна картичка на групата. Вторият албум „Течет ручей“ се задържа 10 седмици на върха в класациите на студия „Съюз“ по продажби.
Ансамбълът редовно гастролира в Германия, САЩ, Белгия, Япония, Боливия. През 2000 г. излиза албумът „Ах, судьба моя, судьба“, изцяло с авторска музика. През 2001 г. „Золотое кольцо“ печели наградата „Овация“ за най-добра фолк група.
В състава на „Золотое кольцо“ Надежда Кадишева има над 20 студийни албума и десетки видеоклипове. През 2008 г. става носител на наградата Златен грамофон за песента „Вхожу в любовь“, изпълнена в дует с Николай Басков.
Известни хитове на певицата са „Я не колдунья“, „Виновата ли я“, „Широка река“ и др.

## Дискография
- Калинка (Perestroika. GERMANY, 1990)
- Золотое кольцо (Русский Диск, 1991)
- Made In Japan (Build INC. JAPAN, 1993)
- Виновата ли я... (Студия Союз, 1995)
- Течёт ручей (Студия Союз, 1995)
- Печальный ветер (Студия Союз, 1995)
- Очаровательные глазки (Студия Союз, 1996)
- Уходи, горе (Студия Союз, 1997)
- The Best (Студия Союз, 1998)
- Милая роща (Студия Союз, 1998)
- Зачем это лето… (Студия Союз, 1999)
- Ах, судьба моя, судьба (Студия Союз, 2000)
- Подари, березка (Студия Союз, 2002)
- 20 лет на сцене. Избранное (Студия Союз, 2002)
- Плачет дождик (Квадро Диск, 2003)
- Когда-нибудь (Студия Союз, 2003)
- Широка река (Студия Союз, 2004)
- Моя любовь (Студия Союз, 2006)
- Русский альбом (Квадро Диск, 2006)
- Посвящение земле русской (Квадро Диск, 2007)
- Зажигаем вновь!!! (Студия Союз, 2008)
- Юбилейный концерт „Зажигаем вновь…“ 25 лет (Квадро Диск, 2009)
- И вновь любовь... (Квадро Диск, 2009)
- Сударушка (Квадро Диск, 2010)
- И вновь любовь...переиздание (Квадро диск, 2011)
- И льется песня... (Квадро диск, 2012)
- Светят звёзды (Квадро диск, 2013)
- Давай мы будем счастливы 2CD+DVD (Квадро диск, 2014)
- Ты рядом (Квадро Диск, 2014)